# Lo de Vega
Lo de Vega är en ort i Mexiko.   Den ligger i kommunen Guadalupe och delstaten Zacatecas, i den centrala delen av landet, 500 km nordväst om huvudstaden Mexico City. Lo de Vega ligger 2 290 meter över havet och antalet invånare är 133.
Terrängen runt Lo de Vega är kuperad åt nordväst, men åt sydost är den platt. Terrängen runt Lo de Vega sluttar österut. Runt Lo de Vega är det ganska tätbefolkat, med 160 invånare per kvadratkilometer. Närmaste större samhälle är Guadalupe, 3,1 km norr om Lo de Vega. Omgivningarna runt Lo de Vega är i huvudsak ett öppet busklandskap.